# Brussels Open
Brussels Open – kobiecy turniej tenisowy kategorii WTA Premier Series rangi WTA Premier zaliczany do cyklu WTA Tour. Rozgrywany na kortach ziemnych w belgijskiej Brukseli od 2011 do 2013 roku.

## Mecze finałowe

### gra pojedyncza
| Rok  | Mistrzyni           | Finalistka   | Wynik         |
| 2013 | Kaia Kanepi         | Peng Shuai   | 6:2, 7:5      |
| 2012 | Agnieszka Radwańska | Simona Halep | 7:5, 6:0      |
| 2011 | Caroline Wozniacki  | Peng Shuai   | 2:6, 6:3, 6:3 |

### gra podwójna
| Rok  | Mistrzyni                            | Finalistka                       | Wynik          |
| 2013 | Anna-Lena Grönefeld Květa Peschke    | Gabriela Dabrowski Szachar Pe’er | 6:0, 6:3       |
| 2012 | Bethanie Mattek-Sands Sania Mirza    | Alicja Rosolska Zheng Jie        | 6:3, 6:2       |
| 2011 | Andrea Hlaváčková Galina Woskobojewa | Klaudia Jans Alicja Rosolska     | 3:6, 6:0, 10–5 |